# Nadir Manuel
Nadir Manuel (30 de novembro de 1986) é uma basquetebolista profissional angolana.

## Carreira
Nadir Manuel integrou a Seleção Angolana de Basquetebol Feminino, em Londres 2012, que terminou na décima segunda colocação.